# Хор Баварського радіо
Хор Баварського радіо (нім. Chor des Bayerischen Rundfunks) — німецький академічний змішаний хоровий радіоансамбль. У його складі працює 48 співаків та співачок.

## Історія хору
Хор Баварського радіо заснований 1 травня 1946 року Робертом Зайлером.
- У 1950 завдання хору було розширене; засновано також симфонічний оркестр Баварського радіо
- 1951 — хор збільшився з 28 до 48 музикантів
- 1966 — хор виграв «Золоту платівку»
- 1973 — хор повторно виграв «Золоту платівку»
- 1983 — новий диригент сер Колін Девіс.

## Діяльність
В останні роки хору виступав у Азії, Угорщині, Хорватії, Швейцарії, Італії та Франції, а також Німеччині. Він регулярно бере участь на Зальцбурзькому фестивалі, а в січні 2017 року він взяв участь у урочистому відкритті Гамбурзької Ельбфілармонії.